# Pamysliszcza
Pamysliszcza (biał. Памыслішча; ros. Помыслище) – stacja kolejowa w miejscowości Szczomyślica, w rejonie mińskim, w obwodzie mińskim, na Białorusi. Leży na linii Moskwa - Mińsk - Brześć. Węzeł pomiędzy linią moskiewsko-brzeską a kolejową obwodnicą Mińska.